# Alba (motorfiets)

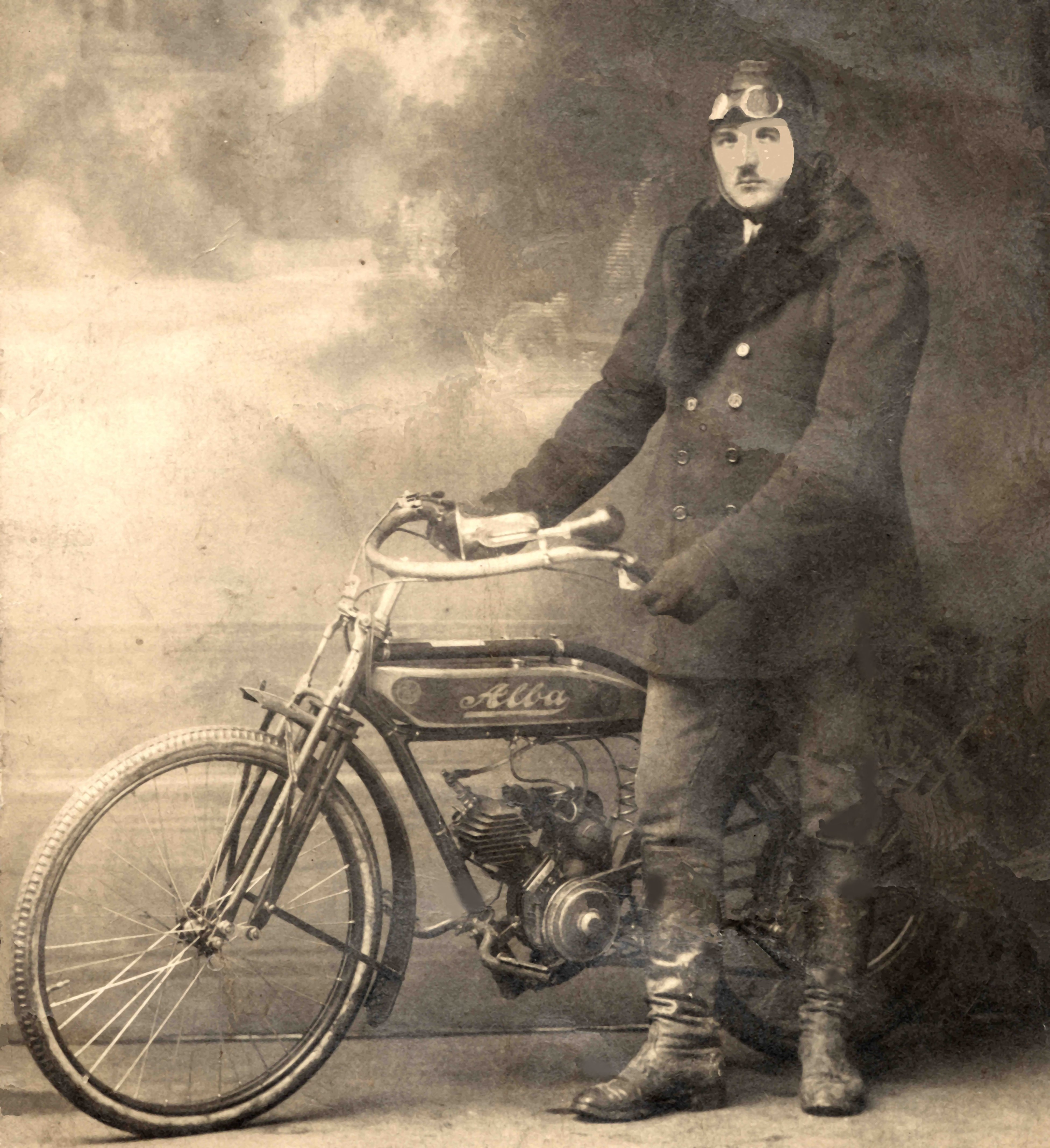
Alba uit 1920

Alba is een Duits historisch merk van motorfietsen.
De bedrijfsnaam was: Stettiner Präzisions- & Kettenwerk, later Alba-Werke GmbH en Möhringer Präzisionswerk GmbH, Stettin-Möhringen, maar de naam kwam van eigenaar Alfred Baruch.
In 1919 begon Alfred Baruch met de productie van fietsen met een 198cc-hulpmotortje. Dit motortje had een licht voorover hellende cilinder met horizontale koelribben. Dit model had al twee versnellingen. In 1920 was het frame al veel robuuster geworden en leek het model meer op een volwaardige motorfiets. Alba leverde ook transportdriewielers met dezelfde motor, maar kon deze ook voorzien van inbouwmotoren van het merk Huy en mogelijk ook TeCo. Vanaf 1923 werden ook motorfietsen met een staande cilinder, twee versnellingen, een kickstarter en naar keuze riem- of kettingaandrijving. Waarschijnlijk was dit een wat zwaardere motor van 249 cc. De productie eindigde in 1924.